# Torossi
Torossi (em iorubá: Torosí) é um orixá feminino, divindade do candomblé. Torossi foi filha de Elempê, o rei dos nupés, esposa de Oraniã.
Juntos geraram Xangô, que, mais tarde, subiu ao trono de Oió, antes ocupado pelo seu tutor. Torossi também é chamada de Iamassé e confundida com Iemanjá.